# Aldeia Javaé Canoanã
A aldeia Javaé Canoanã é uma aldeia de índios Javaé, Karajá e Avá-canoeiro que encontra-se às margens do rio Javaés, no município de Formoso do Araguaia. Ela é considerada a mais antiga aldeia Javaé e conta atualmente com cerca de 800 indígenas, sendo uma das maiores aldeias na Ilha do bananal.